# Yoshinori Okada
Yoshinori Okada (Japonés: 岡田 義 徳 ;  Hepburn:Okada Yoshinori?), (Ōno, Prefectura de Gifu; 19 de marzo de 1977) es un actor japonés. Ha protagonizado varias series de televisión como Atsuhime (2008) y Nobuta wo Produce (2005), así como películas como Densha Otoko (2005). Se graduó de la escuela secundaria pero no tiene un título universitario. Ganó el premio al Mejor actor de reparto en el 31.er Festival de Cine de Yokohama por su papel en la película Nonchan Noriben.

## Filmografía
| Año  | Película               | Papel             | Notas | Ref.        |
| ---- | ---------------------- | ----------------- | ----- | ----------- |
| 2018 | Beso que mata          | Kōichi Nezu       |       | [ 1 ]       |
| 2015 | Yo soy un héroe        | Sango             |       | [ 1 ]       |
| 2009 | Atashinchi no Danshi   | Ōkura Takeru      |       | [ 1 ]       |
| 2009 | Nonchan Noriben        |                   |       | [ 1 ]       |
| 2008 | Princesa Atsu          | Shimazu Tadayuki  |       | [ 1 ]       |
| 2008 | Evangelio de una libra |                   |       | [ 1 ]       |
| 2007 | Sexy Voice and Robo    | Hideyoshi Nanashi |       | [ 1 ]       |
| 2007 | Hana Kimi              | Ashiya Shizuki    |       | [ 1 ]       |
| 2005 | Nobuta wo Produce      | Takeshi Yokoyama  |       | [ 1 ]       |
| 2005 | Hombre tren            | Yoshiga (geek 1)  |       | [ 1 ]       |
| 2004 | Chicas Kamikase        | Akinori Isobe     |       | [ 2 ] [ 3 ] |
| 2004 | Ojo de gato Kisarazu   | Ucchi             |       | [ 2 ] [ 3 ] |
| 1996 | Como granos de arena   | Shuji Ito         |       | [ 4 ] [ 3 ] |
| 1996 | Chica iguana           |                   |       | [ 4 ] [ 3 ] |